# Colpochila suavis
Colpochila suavis är en skalbaggsart som beskrevs av Lea 1919. Colpochila suavis ingår i släktet Colpochila och familjen Melolonthidae. Inga underarter finns listade i Catalogue of Life.